# Bathygobius petrophilus
Bathygobius petrophilus es una especie de peces de la familia de los Gobiidae en el orden de los Perciformes.

## Morfología
Los machos pueden llegar a alcanzar los 6,1 cm de longitud total.

## Distribución geográfica
Se encuentra en el Japón, Indochina, Filipinas, Indonesia, Papúa Nueva Guinea, Fiyi y el norte de Australia

## Observaciones
Es inofensivo para los humanos.